# Eleição presidencial da França em 1981
A eleição presidencial na França de 1981, realizadas a 26 de Abril e 10 de Maio, serviu para eleger o presidente da França.

## Contexto
Ao contrário de 1974, todos os principais partidos apoiaram o seu candidato próprio.
Na direita, Valéry Giscard d'Estaing era apoiado pelos centristas da União pela Democracia Francesa e, Jacques Chirac, depois de em 1974 ter apoiado Giscard d'Estaing, era o candidato do partido gaullista Reagrupamento para a República.
À esquerda, ao contrário de 1974 que apoiava um único candidato, o PS e PCF apoiavam um candidato próprio, com os socialistas a apoiarem François Mitterrand e os comunistas a apoiarem Georges Marchais.

## Análise eleitoral
Na primeira volta, Giscard d'Estaing foi o vencedor, conquistando 28,3% dos votos, enquanto Mitterrand obteve 25,9% dos votos. Chirac ficou-se pelo terceiro lugar, com 18% dos votos, enquanto Georges Marchais, foi o grande derrotado, ficando-se pelos 15,4% dos votos e, confirmando, a queda do PCF perante o PS como maior partido de esquerda.
Na segunda volta, Mitterrand venceu as eleições com, cerca de, 52% dos votos e, assim, tornando-se o primeiro presidente de esquerda da França desde 1958.

## Resultados Oficiais
| Candidato               | Candidato                | Partidos apoiantes       | 1ª Volta   | 1ª Volta        | 2ª Volta   | 2ª Volta        |
| Candidato               | Candidato                | Partidos apoiantes       | Votos      | %               | Votos      | %               |
| ----------------------- | ------------------------ | ------------------------ | ---------- | --------------- | ---------- | --------------- |
|                         | Valéry Giscard d'Estaing | UDF                      | 8 222 432  | 28,32 / 100,00  | 14 642 306 | 48,24 / 100,00  |
|                         | François Mitterrand      | PS                       | 7 505 960  | 25,85 / 100,00  | 15 708 262 | 51,76 / 100,00  |
|                         | Jacques Chirac           | RPR, CNIP                | 5 225 848  | 18,00 / 100,00  |            |                 |
|                         | Georges Marchais         | PCF                      | 4 456 922  | 15,35 / 100,00  |            |                 |
|                         | Brice Lalonde            | MEP                      | 1 126 254  | 3,88 / 100,00   |            |                 |
|                         | Arlette Laguiller        | LO                       | 668 057    | 2,30 / 100,00   |            |                 |
|                         | Michel Crépeau           | PRG                      | 642 847    | 2,21 / 100,00   |            |                 |
|                         | Michel Debré             | Independente (Gaullista) | 481 821    | 1,66 / 100,00   |            |                 |
|                         | Marie-France Garaud      | Independente (Gaullista) | 386 623    | 1,33 / 100,00   |            |                 |
|                         | Huguette Bouchardeau     | PSU                      | 321 353    | 1,10 / 100,00   |            |                 |
| Votos Inválidos         | Votos Inválidos          | Votos Inválidos          | 477 965    | 1,62 / 100,00   | 898 984    | 2,88 / 100,00   |
| Total                   | Total                    | Total                    | 29 516 082 | 100,00 / 100,00 | 31 249 552 | 100,00 / 100,00 |
| Eleitorado/Participação | Eleitorado/Participação  | Eleitorado/Participação  | 36 398 859 | 81,09 / 100,00  | 36 398 762 | 85,85 / 100,00  |